# (9916) Kibirev
(9916) Kibirev (1978 TR2) – planetoida z pasa głównego asteroid okrążająca Słońce w ciągu 4 lat i 298 dni w średniej odległości 2,85 j.a. Została odkryta 3 października 1978 roku. Planetoida należy do rodziny planetoidy Koronis.